# Malville
Ne doit pas être confondu avec Maleville.
Malville est une commune de l'Ouest de la France, située dans le département de la Loire-Atlantique, en région Pays de la Loire.
Elle fait partie de la Bretagne historique, située en pays Nantais, un des pays traditionnels de Bretagne.

## Géographie

Situation de la commune de Malville dans le département de la Loire-Atlantique

Malville est situé sur le Sillon de Bretagne, à 30 km au nord-ouest de Nantes et 6 km à l'est de Savenay.
Selon le classement établi par l'Insee en 1999, Malville est une commune rurale monopolarisée qui fait partie de l'aire urbaine de Nantes  et de l'espace urbain de Nantes-Saint-Nazaire (cf. Liste des communes de la Loire-Atlantique).
| Savenay |           | Fay-de-Bretagne       |
|         | Malville  | Le Temple-de-Bretagne |
| Bouée   | Cordemais |                       |

### Climat
Pour des articles plus généraux, voir Climat des Pays de la Loire et Climat de la Loire-Atlantique.
En 2024, le climat de la commune est de type climat océanique franc, selon une étude du CNRS s'appuyant sur une série de données couvrant la période 2001-2023. En 2024, Météo-France publie une typologie des climats de la France métropolitaine dans laquelle la commune est exposée à un climat océanique et se situe dans la région climatique Bretagne orientale et méridionale, Pays nantais, Vendée, caractérisée par une faible pluviométrie en été et une bonne insolation.
En 2010, le climat de la commune est de type climat océanique franc, selon une étude du CNRS s'appuyant sur une série de données couvrant la période 1971-2000. En 2020, Météo-France publie une typologie des climats de la France métropolitaine dans laquelle la commune est exposée à un climat océanique et est dans la région climatique  Bretagne orientale et méridionale, Pays nantais, Vendée, caractérisée par une faible pluviométrie en été et une bonne insolation.
Pour la période 2001-2023, la température annuelle moyenne est de 12,4 °C, avec une amplitude thermique annuelle de 13,6 °C. Le cumul annuel moyen de précipitations est de 845 mm, avec 11,8 jours de précipitations en janvier et 7,1 jours en juillet. Pour la période 2003-2023, la température moyenne annuelle observée sur la station météorologique de Météo-France la plus proche, sur la commune de Blain, à 15 km à vol d'oiseau, est de 12,7 °C et le cumul annuel moyen de précipitations est de 832,2 mm.
Pour la période 1971-2000, la température annuelle moyenne est de 11,8 °C, avec une amplitude thermique annuelle de 13,3 °C. Le cumul annuel moyen de précipitations est de 850 mm, avec 12,6 jours de précipitations en janvier et 6,8 jours en juillet. Pour la période 1991-2020, la température moyenne annuelle observée sur la station météorologique de Météo-France la plus proche, sur la commune de Blain à 15 km à vol d'oiseau, est de 12,1 °C et le cumul annuel moyen de précipitations est de 837,6 mm,. Pour l'avenir, les paramètres climatiques de la commune estimés pour 2050 selon différents scénarios d'émission de gaz à effet de serre sont consultables sur un site dédié publié par Météo-France en novembre 2022.
Pour l'avenir, les paramètres climatiques de la commune estimés pour 2050 selon différents scénarios d'émission de gaz à effet de serre sont consultables sur un site dédié publié par Météo-France en novembre 2024.

## Urbanisme

### Typologie
Au 1er janvier 2024, Malville est catégorisée commune rurale à habitat dispersé, selon la nouvelle grille communale de densité à sept niveaux définie par l'Insee en 2022.
Elle est située hors unité urbaine. Par ailleurs, la commune fait partie de l'aire d'attraction de Nantes, dont elle est une commune de la couronne,. Cette aire, qui regroupe 116 communes, est catégorisée dans les aires de 700 000 habitants ou plus (hors Paris),.

### Occupation des sols

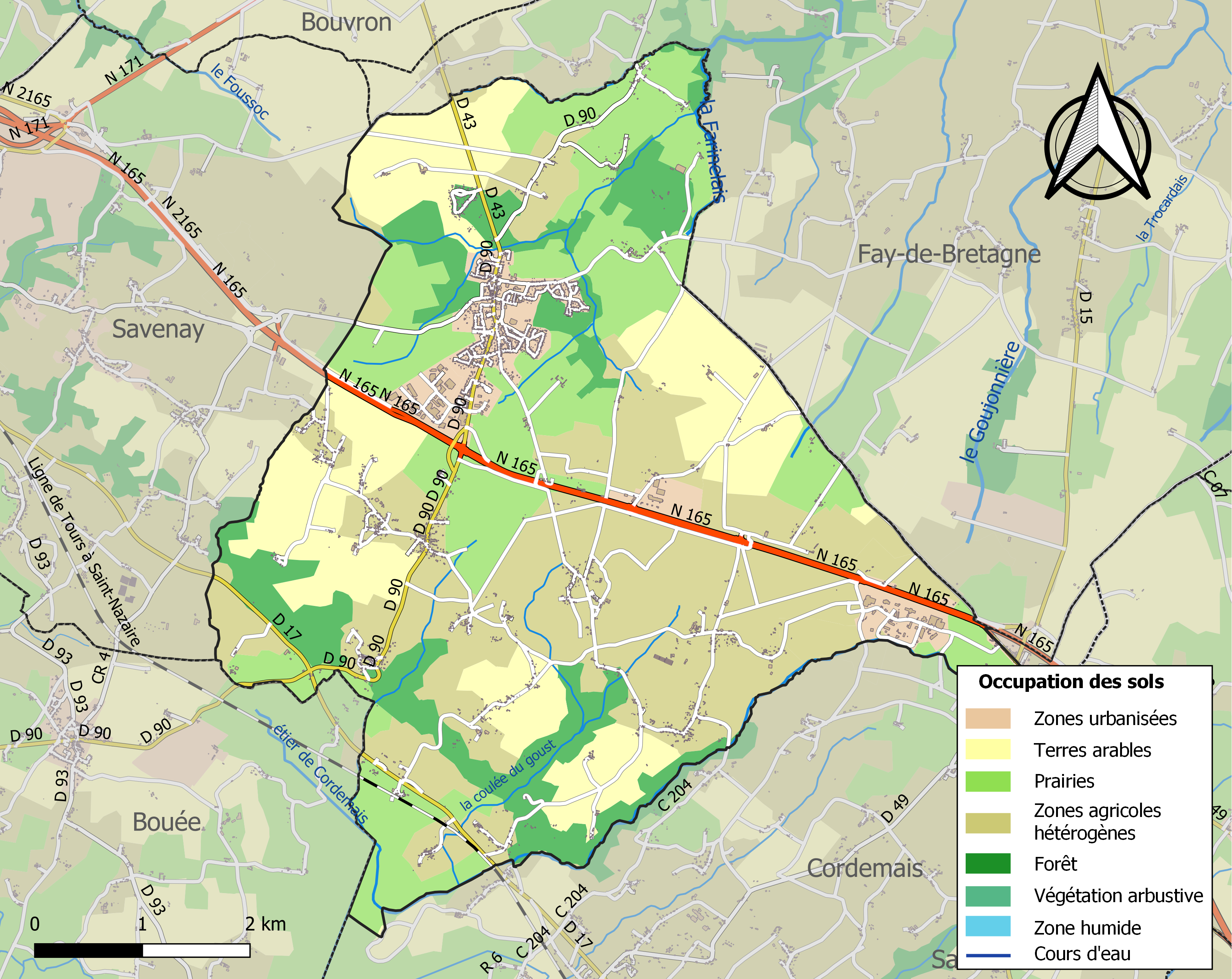
Carte des infrastructures et de l'occupation des sols de la commune en 2018 (CLC).

L'occupation des sols de la commune, telle qu'elle ressort de la base de données européenne d’occupation biophysique des sols Corine Land Cover (CLC), est marquée par l'importance des territoires agricoles (80,6 % en 2018), en diminution par rapport à 1990 (82,5 %). La répartition détaillée en 2018 est la suivante : 
zones agricoles hétérogènes (36,2 %), prairies (24 %), terres arables (20,3 %), forêts (13,1 %), zones industrielles ou commerciales et réseaux de communication (3,4 %), zones urbanisées (2,9 %), cultures permanentes (0,1 %).
L'IGN met par ailleurs à disposition un outil en ligne permettant de comparer l’évolution dans le temps de l’occupation des sols de la commune (ou de territoires à des échelles différentes). Plusieurs époques sont accessibles sous forme de cartes ou photos aériennes : la carte de Cassini (XVIIIe siècle), la carte d'état-major (1820-1866) et la période actuelle (1950 à aujourd'hui).

## Toponymie
Le nom de la localité est attesté sous la forme Malavilla en 1287.[réf. nécessaire]
Malville viendrait du latin mala (mauvais) et villa (domaine, village).[réf. nécessaire]
Malville possède un nom en gallo, la langue d'oïl locale : Malvile (écriture ABCD) ou Malvil (écriture MOGA).
La forme bretonne proposée par l'Office public de la langue bretonne est Kerwall.

## Histoire
La seigneurie du Goust détenait la Haute-justice sur Malville. Le Château du Goust était la maison seigneuriale.
- Terres et Juridictions citées dans les enquêtes de la réformation des feux : La Bourdinière, Le Goust, Malville et Le Plessis Gérault[19].

À la fin de la Seconde Guerre mondiale, à cause de l'existence de la Poche de Saint-Nazaire, l'occupation allemande se prolongea à Malville comme sur l'ensemble des localités voisines de l'estuaire durant 9 mois de plus (d'août 1944 au 11 mai 1945), la reddition effective de la poche intervenant 3 jours après la capitulation de l'Allemagne.

## Héraldique
| Blason | Blasonnement : De gueules à trois macles d'or surmontées d'un lambel d'argent. Commentaires : Blason conçu par l'héraldiste Michel Pressensé (délibération municipale en 1968). |

## Population et société

### Démographie
Selon le classement établi par l'Insee, Malville fait partie de l'aire urbaine et de la zone d'emploi de Nantes et du bassin de vie de Savenay. Elle n'est intégrée dans aucune unité urbaine. Toujours selon l'Insee, en 2010, la répartition de la population sur le territoire de la commune était considérée comme « peu dense » : 96 % des habitants résidaient dans des zones « peu denses »  et 4 % dans des zones « très peu denses ».

#### Évolution démographique
L'évolution du nombre d'habitants est connue à travers les recensements de la population effectués dans la commune depuis 1793. Pour les communes de moins de 10 000 habitants, une enquête de recensement portant sur toute la population est réalisée tous les cinq ans, les populations de référence des années intermédiaires étant quant à elles estimées par interpolation ou extrapolation. Pour la commune, le premier recensement exhaustif entrant dans le cadre du nouveau dispositif a été réalisé en 2007.

En 2022, la commune comptait 3 689 habitants, en évolution de +7,58 % par rapport à 2016 (Loire-Atlantique : +6,68 %, France hors Mayotte : +2,11 %).
| 1793  | 1800 | 1806  | 1821  | 1831  | 1836  | 1841  | 1846  | 1851  |
| ----- | ---- | ----- | ----- | ----- | ----- | ----- | ----- | ----- |
| 1 016 | 650  | 1 022 | 1 160 | 1 297 | 1 385 | 1 396 | 1 493 | 1 541 |

| 1856  | 1861  | 1866  | 1872  | 1876  | 1881  | 1886  | 1891  | 1896  |
| ----- | ----- | ----- | ----- | ----- | ----- | ----- | ----- | ----- |
| 1 534 | 1 597 | 1 650 | 1 652 | 1 788 | 1 790 | 1 718 | 1 655 | 1 607 |

| 1901  | 1906  | 1911  | 1921  | 1926  | 1931  | 1936  | 1946 | 1954 |
| ----- | ----- | ----- | ----- | ----- | ----- | ----- | ---- | ---- |
| 1 587 | 1 555 | 1 532 | 1 279 | 1 265 | 1 191 | 1 120 | 977  | 998  |

| 1962 | 1968 | 1975  | 1982  | 1990  | 1999  | 2006  | 2007  | 2012  |
| ---- | ---- | ----- | ----- | ----- | ----- | ----- | ----- | ----- |
| 887  | 842  | 1 020 | 2 085 | 2 860 | 2 974 | 3 063 | 3 076 | 3 252 |

| 2017  | 2022  | - | - | - | - | - | - | - |
| ----- | ----- | - | - | - | - | - | - | - |
| 3 463 | 3 689 | - | - | - | - | - | - | - |

#### Pyramide des âges
La population de la commune est relativement jeune.
En 2018, le taux de personnes d'un âge inférieur à 30 ans s'élève à 38,3 %, soit au-dessus de la moyenne départementale (37,3 %). À l'inverse, le taux de personnes d'âge supérieur à 60 ans est de 17,4 % la même année, alors qu'il est de 23,8 % au niveau départemental.
En 2018, la commune comptait 1 701 hommes pour 1 762 femmes, soit un taux de 50,88 % de femmes, légèrement inférieur au taux départemental (51,42 %).
Les pyramides des âges de la commune et du département s'établissent comme suit.
| Hommes | Classe d’âge | Femmes |
| ------ | ------------ | ------ |
| 0,2    | 90 ou +      | 0,3    |
| 2,4    | 75-89 ans    | 3,9    |
| 13,9   | 60-74 ans    | 14,0   |
| 21,1   | 45-59 ans    | 19,3   |
| 24,5   | 30-44 ans    | 23,7   |
| 14,6   | 15-29 ans    | 15,4   |
| 23,2   | 0-14 ans     | 23,5   |

| Hommes | Classe d’âge | Femmes |
| ------ | ------------ | ------ |
| 0,6    | 90 ou +      | 1,8    |
| 6      | 75-89 ans    | 8,6    |
| 15,1   | 60-74 ans    | 16,4   |
| 19,4   | 45-59 ans    | 18,8   |
| 20,1   | 30-44 ans    | 19,3   |
| 19,2   | 15-29 ans    | 17,4   |
| 19,5   | 0-14 ans     | 17,6   |

## Lieux et monuments

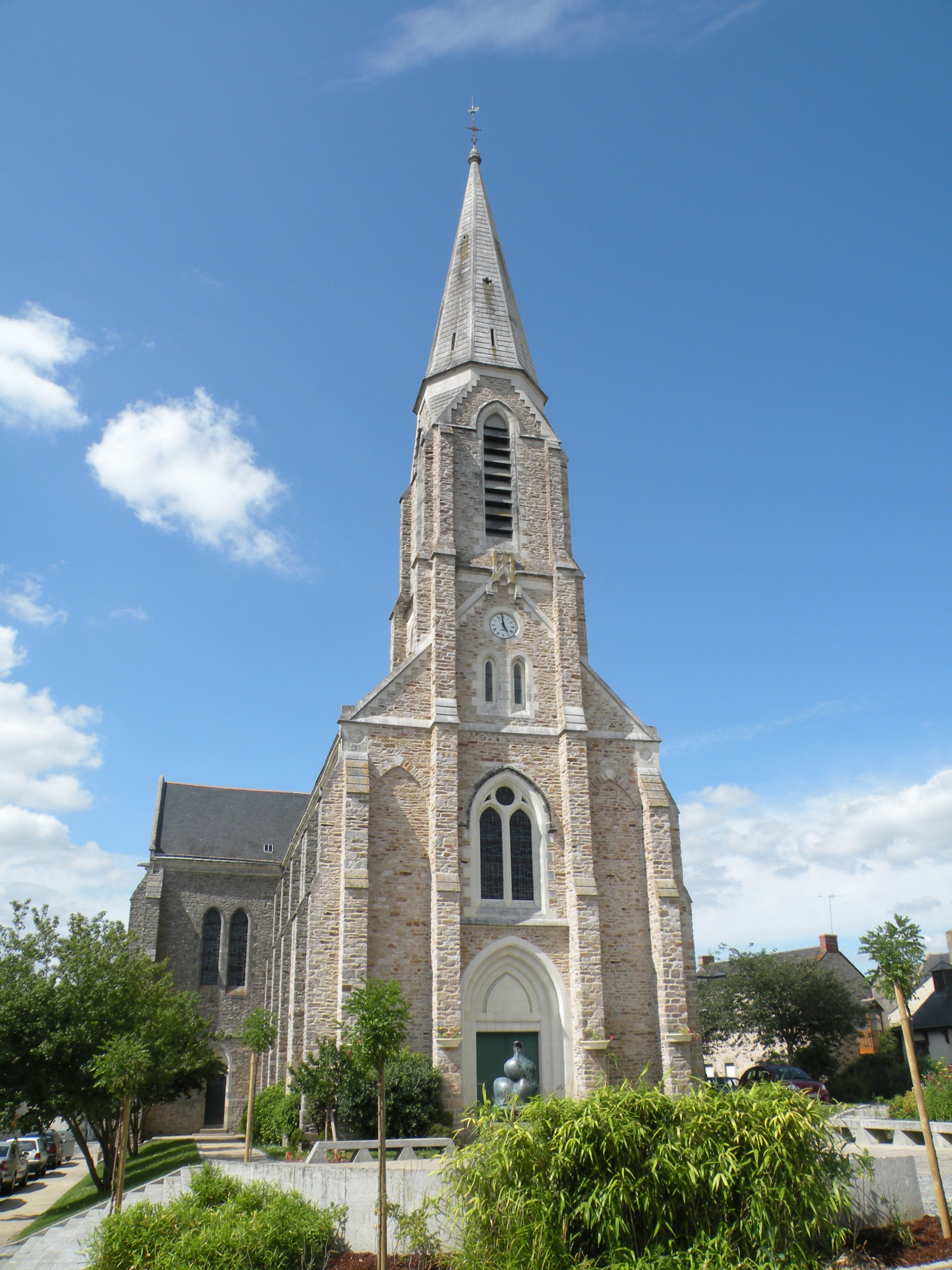
L'église Sainte-Catherine
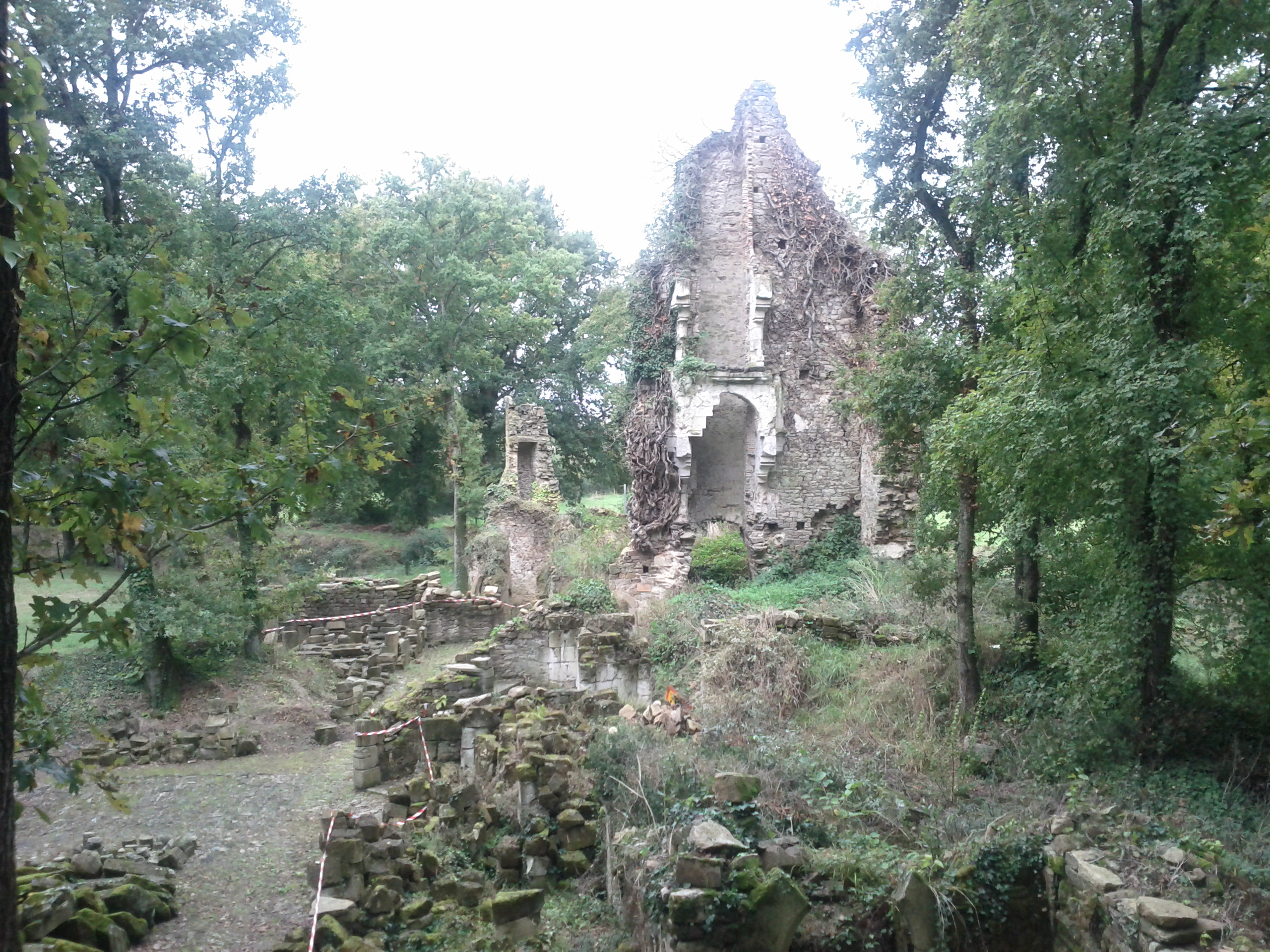
Château du Goust

- L'église paroissiale Sainte-Catherine contient quelques objets de culte anciens.
- Château du Goust (ruines)

## Personnalités liées à la commune
- De Goust, ou Jean de Montauban, écuyer catholique modéré, ennemi de la ligue et du duc de Mercœur, qui défendit Blain pour les Rohans pendant les guerres de religion, mais se rendit odieux aux ligueurs de Nantes.
- François-Xavier, (1989-2011), ancien candidat de Secret Story 3 est enterré dans le village.